# Rod White
Rodney E. "Rod" White (Sharon, 1 de março de 1977) é um arqueiro estadunidense, campeão olímpico.

## Carreira
Rod White representou seu país nos Jogos Olímpicos de 1996 e 2000, ganhou a medalha de ouro na modalidade por equipes em 1996 e foi bronze em 2000. 